# Raport OSW
Raport Ośrodka Studiów Wschodnich – polska seria wydawana od 2001 roku poświęcona stosunkom międzynarodowym. Wydawcą jest Ośrodek Studiów Wschodnich. Poszczególne tomy z serii mają charakter monograficzny. Obecnie są wydawane w języku polskim oraz w języku angielskim. 